# ソードオフ・ショットガン

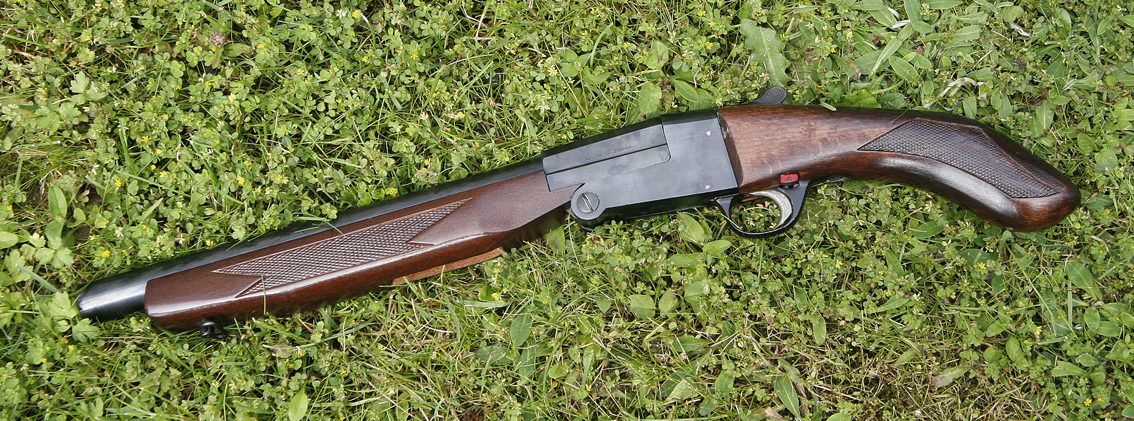
中折れ式散弾銃のソードオフ。イタリア物（lupara）の画像

ソードオフ・ショットガン (Sawed-off shotgun) は、銃の一種で、ショットガンの銃身を切り詰め、銃床も短くした（あるいは無くした）ものを指す。この呼称はアメリカ合衆国で用いられることが多いが、イギリスやオーストラリア・ニュージーランドなど、イギリス英語圏ではソーンオフ・ショットガン (sawn-off shotgun) と呼ばれており、アメリカでもこう呼ばれることがある。しかし、アメリカの法律用語ではショートバレル・ショットガン（short-barreled shotgun, SBSと略されることもある）と呼ばれる。
ソードオフ・ショットガンは、その名前の通り（sawed offは、のこぎりで切り落とすこと）、普通のショットガンを持ち主が自分で改造して作るほか、銃器メーカーがあらかじめ短くした状態で、軍や警察向けに販売することもある。銃身が短いため通常の銃身長のショットガンと比べてマズルエネルギーが低い。その代わりに全長が短いことで屋内など狭所での取り扱いが容易になるため、特殊部隊などが屋内に突入する際、出合い頭の戦闘（敵と鉢合わせすること）が多いポイントマン（斥候）がエントリー・ショットガンとして用いることもある。
その携行性・秘匿性から犯罪に用いられることを防ぐため、多くの国ではショットガンの銃身の最小制限が定められている。アメリカの多くの銃器メーカーは、民間向けにソードオフ・ショットガンを製造することは無いものの、多くのカスタムショップが5-200ドルの連邦税を支払い、合法的に有名メーカーのショットガンを改造したソードオフ・ショットガンを販売している。ただし、こういったソードオフ・ショットガンはほとんどの国で規制対象とされており、法執行機関や軍以外には公式に出回ることはまず無い。
法律で拳銃類の所持が規制されていたり、値段が高くて入手しにくい国では、犯罪者たちが猟銃を犯罪用の銃に作り変えていることが知られている。犯罪組織などにとっては、普通の猟銃用の弾薬が利用でき、鞄やコートなどでの隠匿や携帯も容易な点が利点であるとされる。もっとも、小型の銃が入手しにくい地域に住んでいるといった事情だけでソードオフ・ショットガンが作られるというものでもなく、単にアクション映画で見かけたなど、作られる理由はいくつもあり得る。
ソードオフの欠点としては、短銃身になったゆえの射程の短さである。室内などインドア戦においては強力な火力を持つが、遠距離での命中は期待できず、ほとんど役に立たない。また、ポンプアクション銃のような弾倉を設けるスペースが無いため、基本的に単発か2連発になってしまい、持続的な射撃には向いていない（担当者は多数の予備弾を持つ必要がある）。よって、警察や軍では、建物内への侵入の際にドアの鍵の破壊や至近距離戦以外では使用されない。

## マスターキー
ソードオフ・ショットガンは単体で使用されることが多いが、中にはグリップ（握り）を廃し、M203 グレネードランチャーのようにアサルトライフルなどの銃身下部に取り付けられているタイプが存在する。「建物内へ侵入する際にショットガンで錠前を破壊し、侵入後はアサルトライフルに持ち変える」というシチュエーションの際に発生するタイムラグを解消するため、考案されたシステムである。このシステムはどのような扉でも（錠前を破壊して）開けてしまうことから、万能の鍵＝「マスターキー」と呼ばれている。これ以前にもM16 アサルトライフルの下部にフルサイズのショットガンが取り付けられているものが存在した。これは、ベトナム戦争などで培ったジャングル戦におけるショットガンの有用性を応用したものである。
レミントンM870などがこのマスターキーに使用されているが、フォアグリップまで手が届きにくく、次弾を装填するのに手間が掛かるという欠点などもある。また、重量も増加する。これを克服するため、M26 MASSという軽量な短銃身ショットガンなども開発されている。

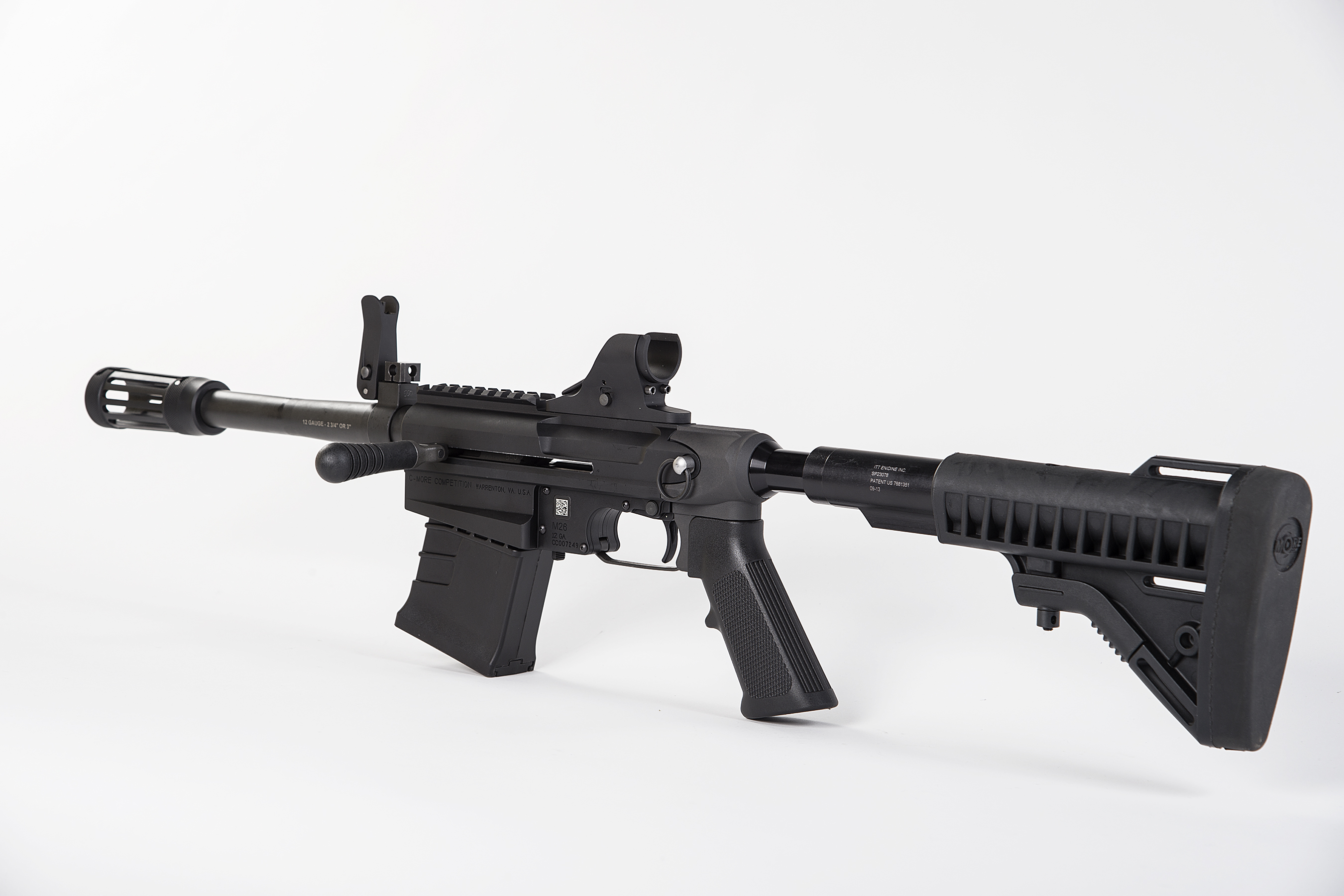
M26 MASS、ピストルグリップと銃床を装着して単独での使用が可能な状態。
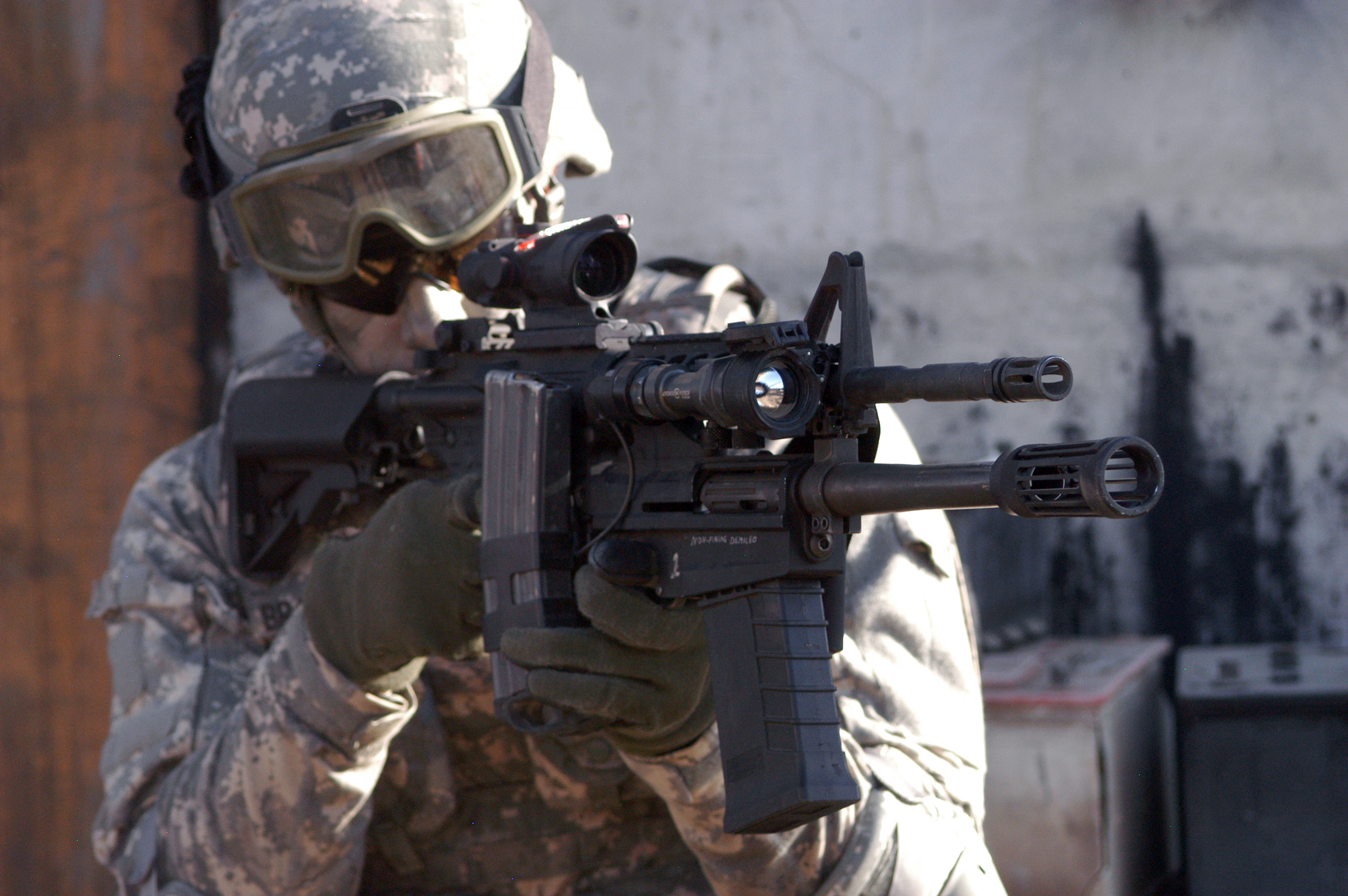
M26 MASSを装着したM4を構えるアメリカ陸軍の兵士。
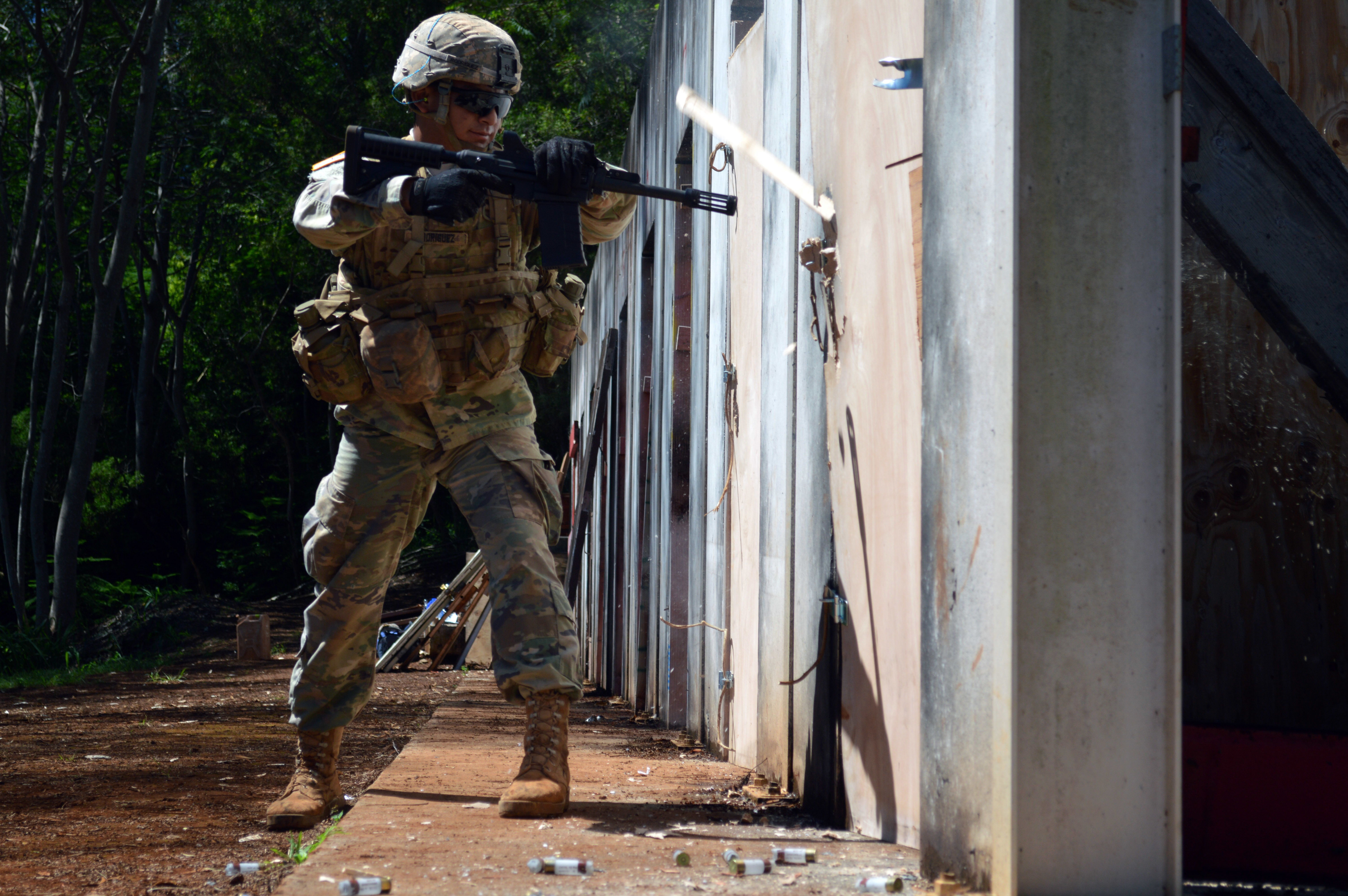
M26 MASSでドアの錠前を破壊する訓練を行うアメリカ海兵隊の兵士。

## 銃身長とショットパターンの関係
銃身を短くするとショットパターン(弾が広がる範囲)が大きくなると思われているが、パターンが大きくなるか小さくなるか、あるいは変わらないかは銃身長や組み合わせる装弾によって変わる。一般化はできず試射してみないと分からない。  通常ショットパターンを調節しているのはチョークである。

## 事件
この項では、実際にあった事件で使用された銃器を紹介する。
コロンバイン高校銃乱射事件
エリック・ハリスがHi-Point 995 9mm カービンとソードオフに改造したSavage-Springfield 67H ポンプアクション式ショットガンを、ディラン・クレボルドがIntratec TEC-9とソードオフのStevens 311D ダブルバレルショットガンを犯行に使用。